# Zypressenwolfsmilch-Blattwespe
Die Zypressenwolfsmilch-Blattwespe (Tenthredo solitaria) ist eine Art aus der Familie der Echten Blattwespen (Tenthredinidae). Die Art wurde 1763 von dem italienischen Naturforscher Giovanni Antonio Scopoli erstmals beschrieben. Tenthredo solitaria wird der Untergattung Tenthredella zugeordnet.

## Merkmale
Die Weibchen sind überwiegend schwarz gefärbt. Das Labrum ist vorgezogen. Die vier Fühlerendglieder sind weiß gefärbt. Das Gesicht und die Palpen sind weiß gefärbt. Über den Hinterleib verläuft eine breite rote Binde. Metepisternen und Seiten des ersten Tergits sind gelblich gefleckt. Die Vorderseite der vorderen Femora und Tibien ist weiß gefärbt. Die mittleren und hinteren Tibien sind rotbraun gefärbt. Das Pterostigma der Vorderflügel weist einen ausgedehnten weißen Fleck auf. 
Die Männchen weisen eine schlankere Gestalt auf. Das Labrum am Vorderrand ist deutlich vorgezogen. Die Fühlerspitzen sind ventral aufgehellt. Die Vorderbeine sind überwiegend gelbgrün gefärbt. Die vorderen und mittleren Femora sind meist ganz hell. Die helle Färbung von Mesosternen und Mesepisternen ist zusammenfließend. Der Mesothorax ist ventral manchmal fast ganz hell.  Die Wangen sind fast bis zur Augenmitte hell. Über den Hinterleib verlaufen drei relativ breite gelbgrüne Binden sowie davor und dahinter eine schmale gelbgrüne Binde. Das Pterostigma der Vorderflügel weist ebenfalls wie bei den Weibchen einen ausgedehnten weißen Fleck auf. Die Seitenlappen des Mesonotums sind matt chagriniert oder teilweise seidig glänzend. Die Spitzen der Penisvalven sind deutlich vorgezogen.

## Verbreitung
Tenthredo solitaria besitzt eine euro-sibirische Verbreitung. In Europa reicht das Vorkommen vom Norden der Iberischen Halbinsel über Frankreich und Benelux und Mitteleuropa in den europäischen Teil Russlands. Weiterhin gibt es Funde vom Balkan und von Griechenland. Dagegen fehlt die Art auf den Britischen Inseln und in Skandinavien. Nach Osten reicht das Vorkommen bis in den Fernen Osten Russlands.

## Lebensweise
Die Larvennahrungspflanze von Tenthredo solitaria ist die Zypressenwolfsmilch (Euphorbia cyparissias). Die adulten Blattwespen werden in Mitteleuropa im April und im Mai beobachtet, meist an den Blüten von Zypressenwolfsmilch.

## Bilder

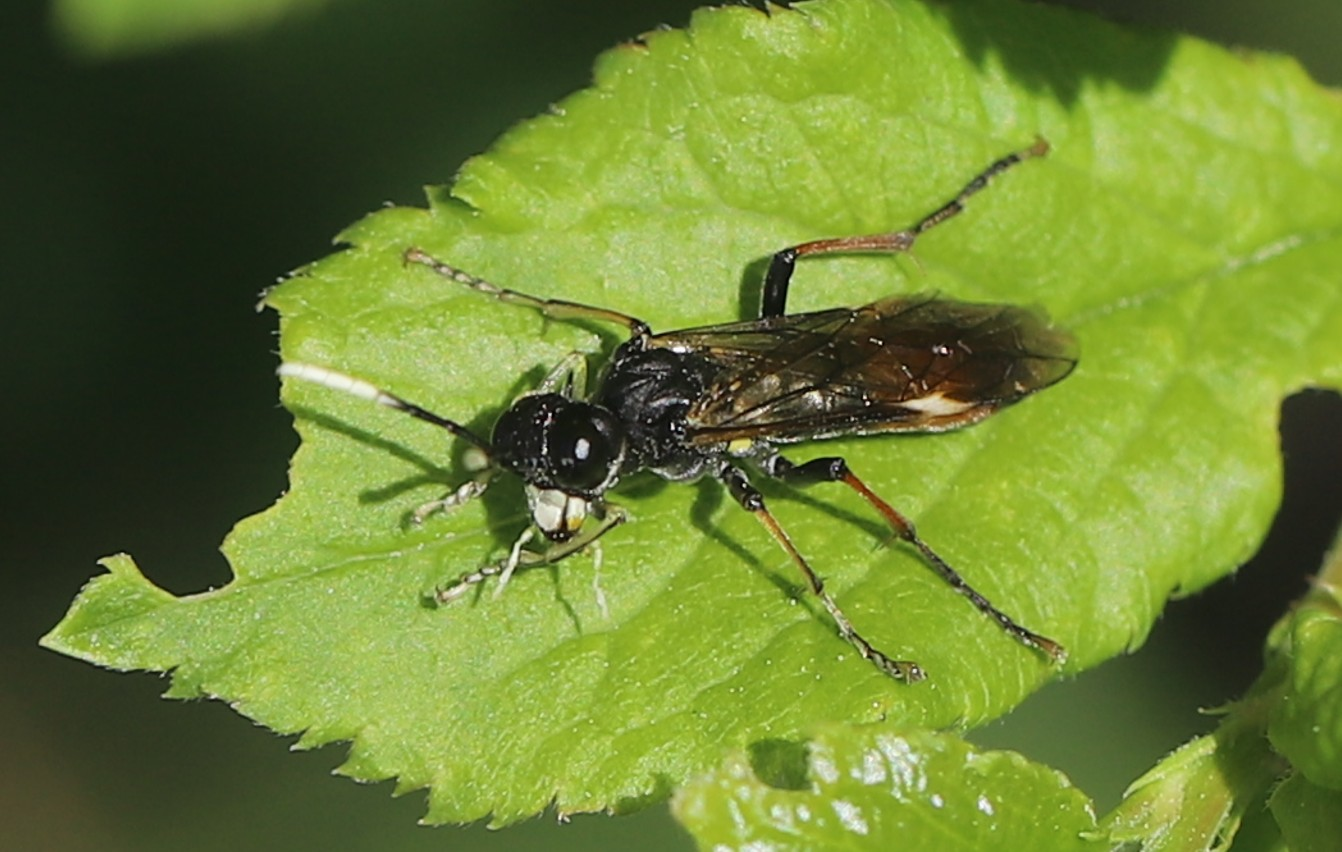
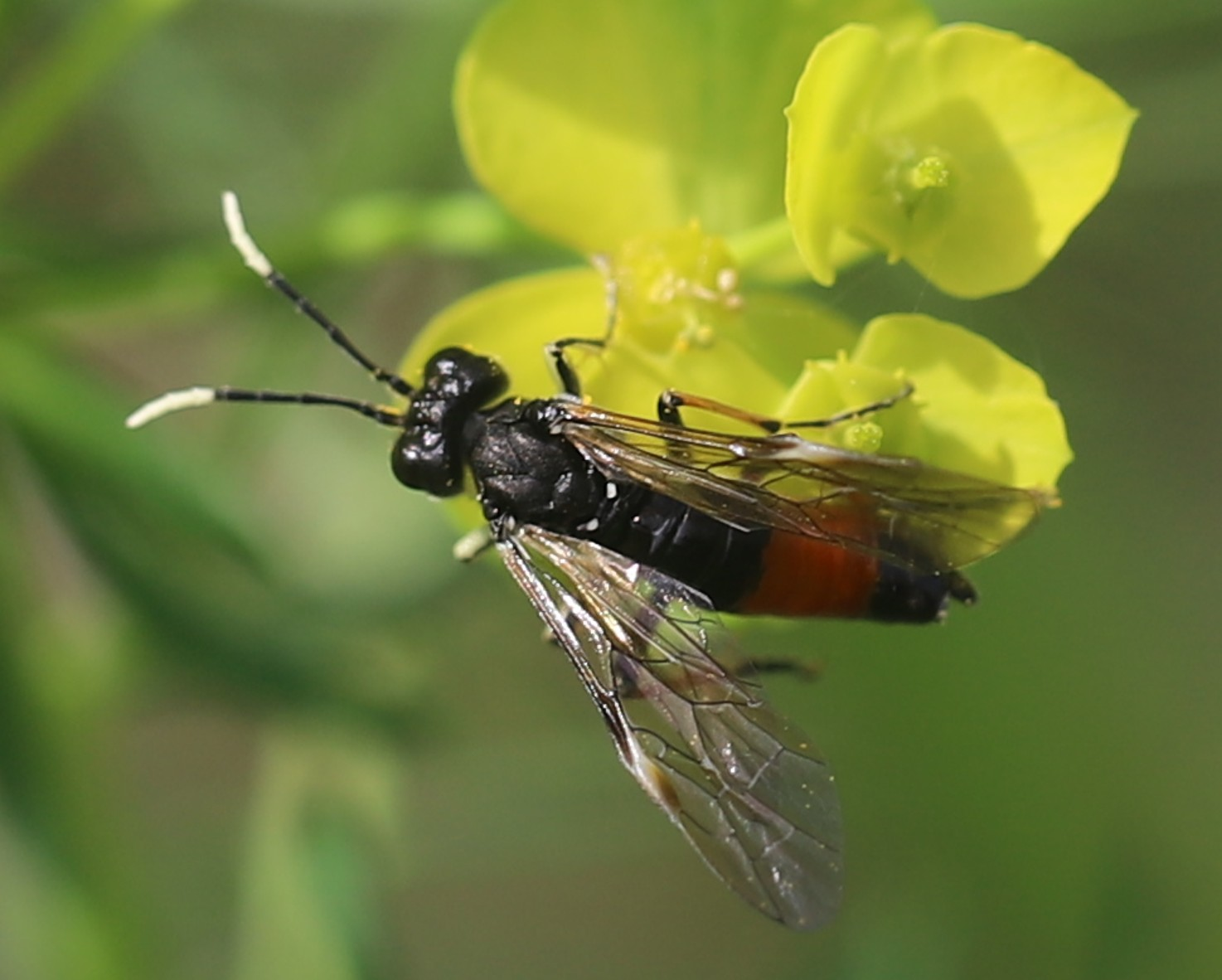
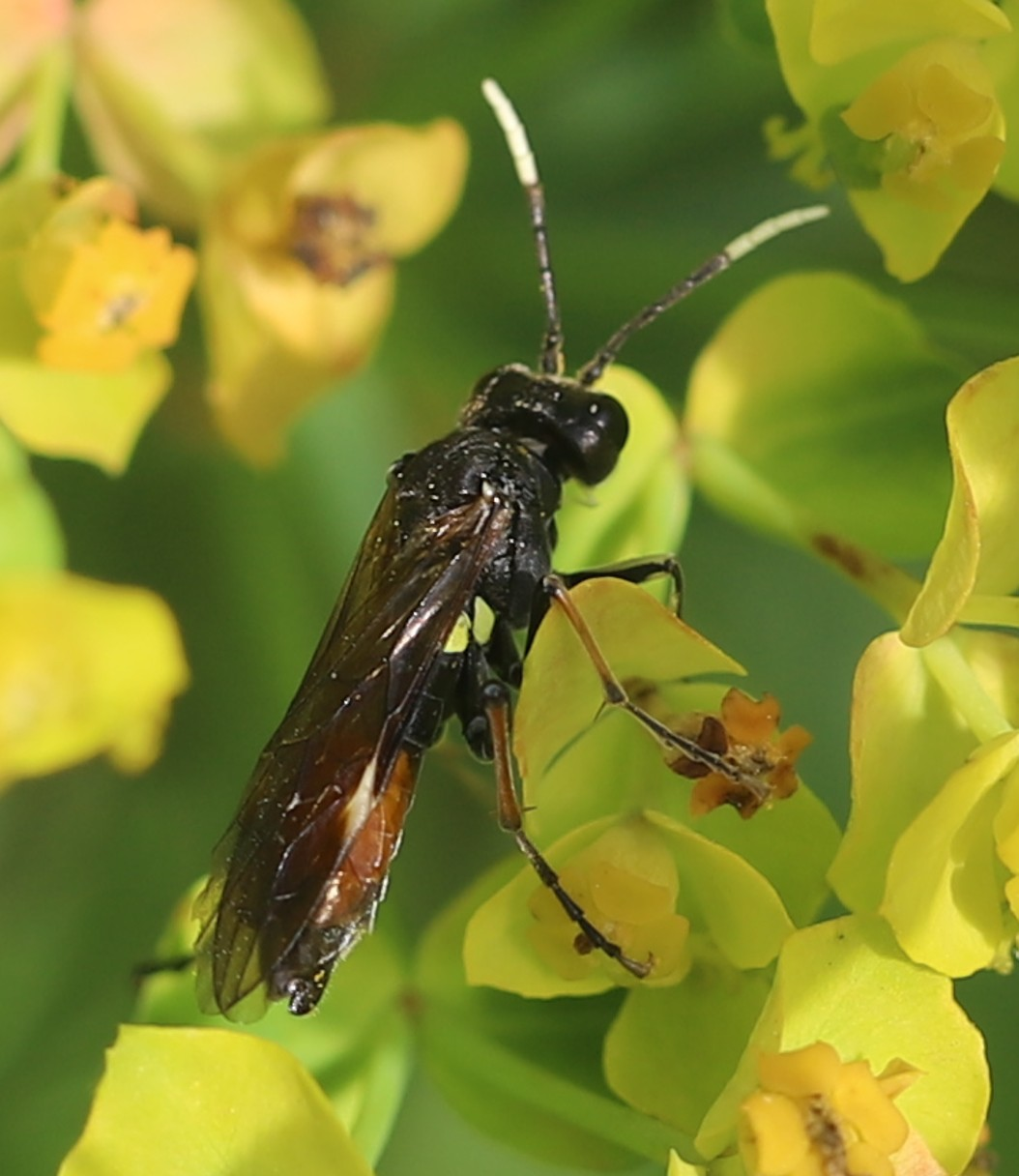

Im Folgenden Fotos vom Weibchen: